# FC Chijura Sachjere
El FC Chikhura Sachkhere es un equipo de fútbol de Georgia que juega en la Umaglesi Liga, la liga de fútbol más importante del país.

## Historia
Fue fundado en el año 1938 en la ciudad de Sachkere, en donde en los años de la Unión Soviética pasó inadvertido, y posteriormente en los primeros años desde la independencia de Georgia, ya que había jugado en solamente 2 temporadas en la Umaglesi Liga desde su creación en 1992.
No fue sino a mediados de la década de los años 2000 que comenzó a obtener buenos resultados, alcanzó la final de la Copa de Georgia en la temporada 2012-13, con lo que consiguió clasificar por primera vez en su historia a una competición de la UEFA. En la temporada 2016-17 consigue su primer título de Copa.

## Palmarés
- Pirveli Liga (2): 2006, 2012
- Copa de Georgia (1): 2017
- Supercopa de Georgia (1): 2013

## Participación en competiciones de la UEFA
| Temporada | Torneo             | Ronda            | Club                | Casa        | Visita |
| --------- | ------------------ | ---------------- | ------------------- | ----------- | ------ |
| 2013–14   | UEFA Europa League | Clasificatoria 1 | Vaduz               | 0–0         | 1–1    |
| 2013–14   | UEFA Europa League | Clasificatoria 2 | Thun                | 1–3         | 0–2    |
| 2014–15   | UEFA Europa League | Clasificatoria 1 | FK Turnovo          | 3–1         | 1–0    |
| 2014–15   | UEFA Europa League | Clasificatoria 2 | Bursaspor           | 0–0 (4–1 p) | 0–0    |
| 2014–15   | UEFA Europa League | Clasificatoria 3 | Neftchi Baku        | 2–3         | 0–0    |
| 2016–17   | UEFA Europa League | Clasificatoria 1 | Zimbru              | 2–3         | 1–0    |
| 2017-18   | UEFA Europa League | Clasificatoria 1 | SC Rheindorf Altach | 0-1         | 1-1    |
| 2018-19   | UEFA Europa League | Clasificatoria 1 | Beitar Jerusalén    | 0–0         | 2–1    |
| 2018-19   | UEFA Europa League | Clasificatoria 2 | Maribor             | 0–0         | 0–2    |
| 2019-20   | UEFA Europa League | Clasificatoria 1 | Fola Esch           | 2–1         | 2–1    |
| 2019-20   | UEFA Europa League | Clasificatoria 2 | Aberdeen            | 1–1         | 0–5    |

### Récord Europeo
| Torneo             | J  | G | E | P | GF | GC |
| ------------------ | -- | - | - | - | -- | -- |
| UEFA Europa League | 14 | 3 | 6 | 5 | 12 | 16 |